# Dendrochilum magnum
Dendrochilum magnum là một loài phong lan, tiếng Anh thường gọi là Large Dendrochilum, là loài đặc hữu của Philippines.

## Hình ảnh

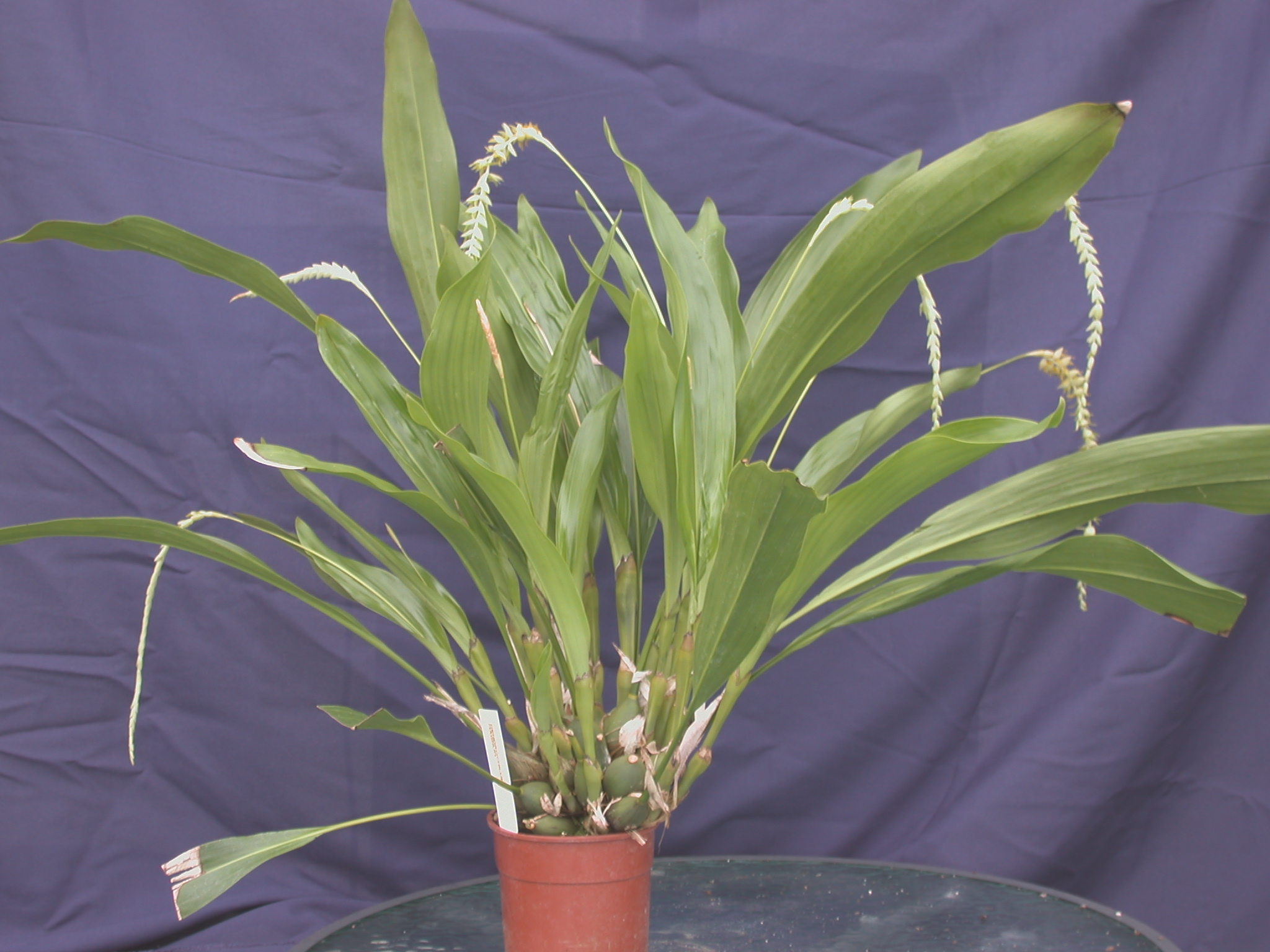
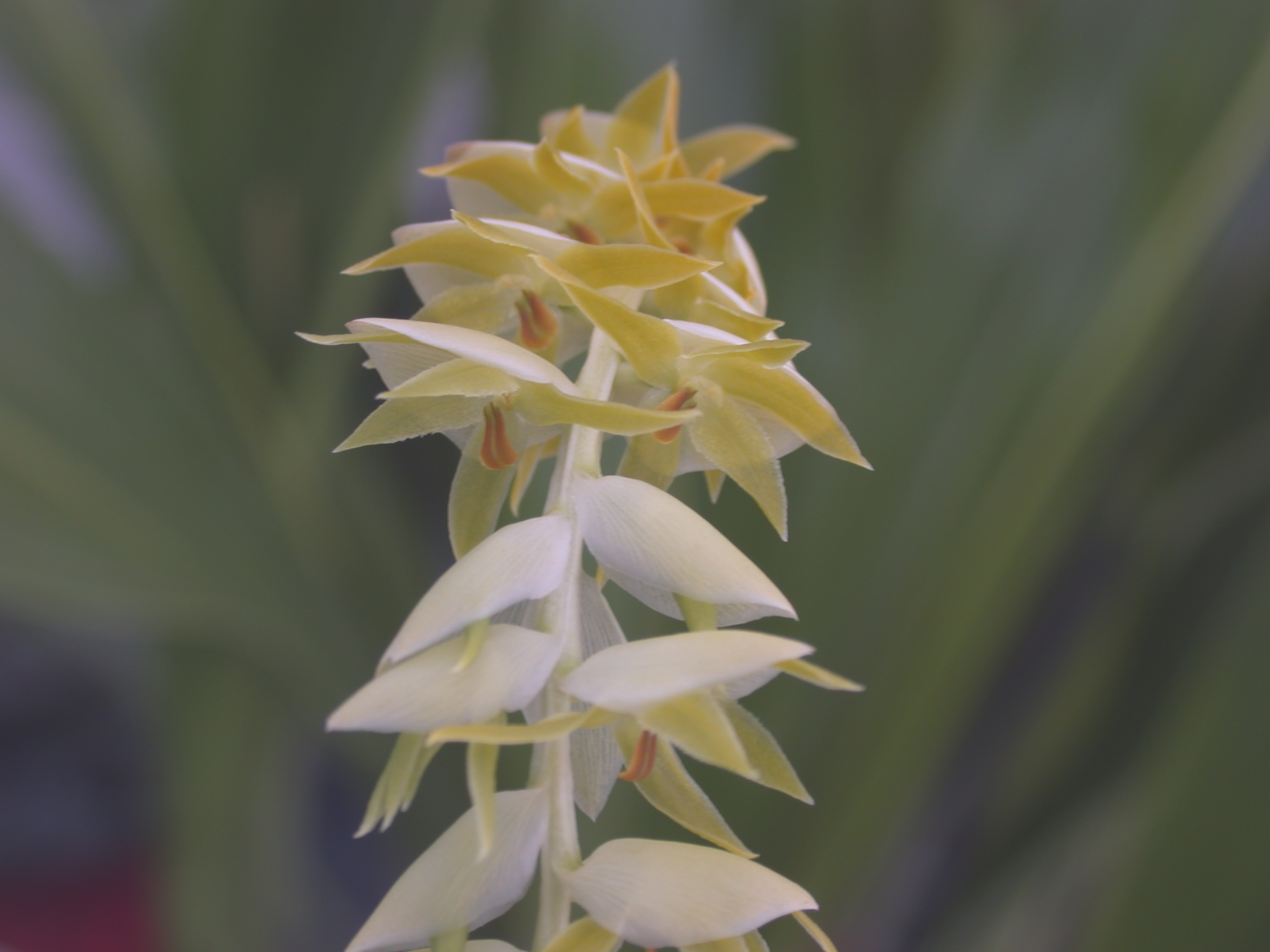
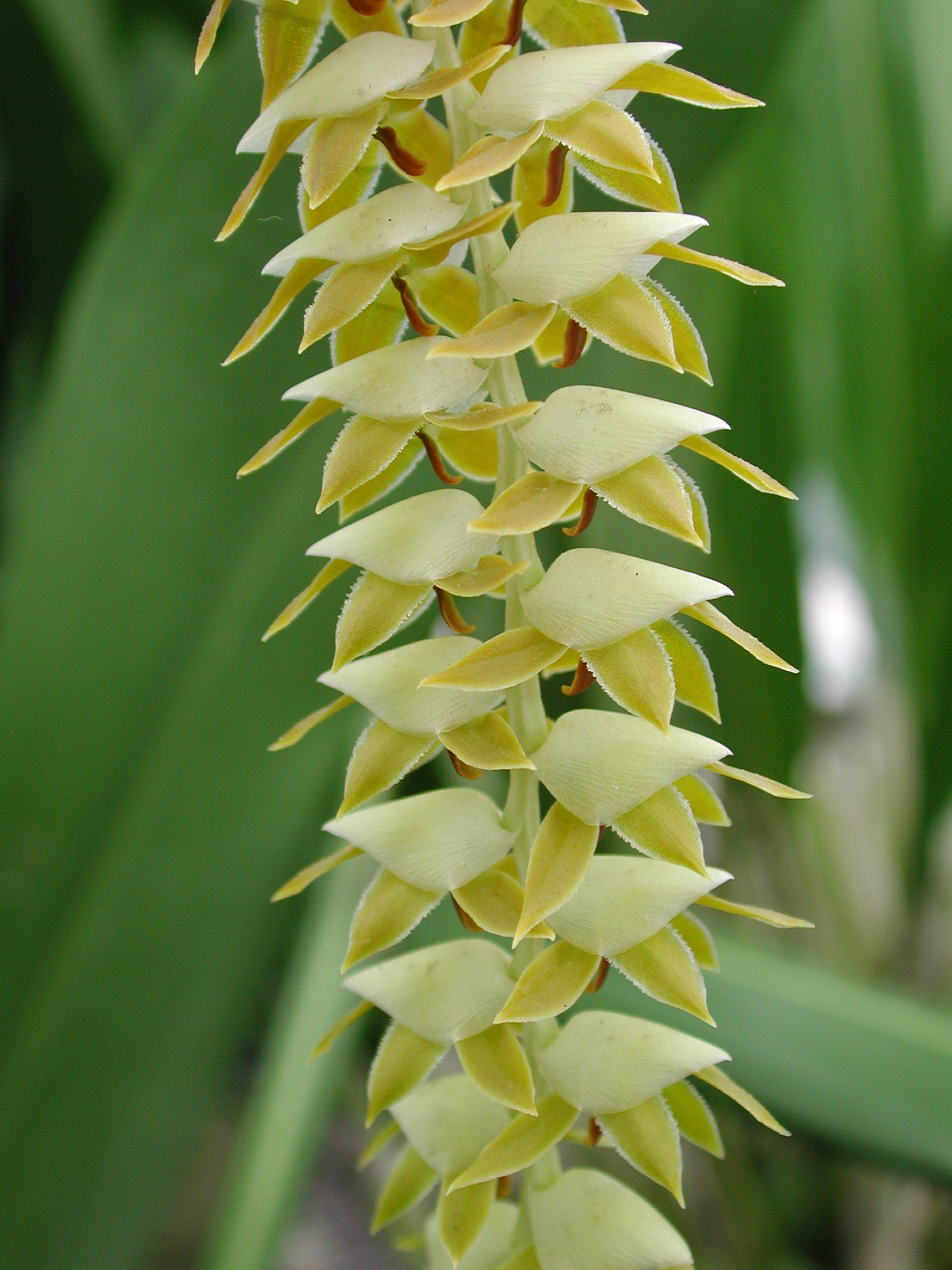